# Golema Njiva
Golema Njiva naselje je u gradu Leskovcu, Jablanički upravni okrug, Srbija. Prema popisu iz 2022. godine u Golemoj Njivi je živjelo 34 stanovnika. U blizini sela nalaze se srednjovjekovni Jašunjski manastiri.